# Episodi di Lea (seconda stagione)
La seconda stagione della serie televisiva Lea (intitolata Lea - I nostri figli), composta da 8 episodi, è stata trasmessa in prima visione su Rai 1 ogni domenica dal 12 novembre al 3 dicembre 2023 in quattro prime serate. I primi due episodi sono stati pubblicati in anteprima su RaiPlay il 10 novembre 2023.
| nº | Titolo                         | Prima TV         |
| -- | ------------------------------ | ---------------- |
| 1  | Bugie                          | 12 novembre 2023 |
| 2  | Verità                         | 12 novembre 2023 |
| 3  | Scoperte                       | 19 novembre 2023 |
| 4  | Fiducia                        | 19 novembre 2023 |
| 5  | Scelte                         | 26 novembre 2023 |
| 6  | Amore che vieni, amore che vai | 26 novembre 2023 |
| 7  | Ogni fine è un nuovo inizio    | 3 dicembre 2023  |
| 8  | L'isola dell'amore             | 3 dicembre 2023  |

## Bugie
- Diretto da: Fabrizio Costa
- Soggetto di: Mauro Casiraghi e Anna Mittone
- Scritto da: Anna Mittone

### Trama
Martina Minerva, la figlia di Arturo, fa un incidente in moto con Lupo Gentili, un ragazzo di qualche anno più grande di lei, scontrandosi con l'auto guidata da una giovane babysitter di nome Sofia Mereu che ha la colpa perché si è distratta voltandosi a guardare la piccola Camilla Alfano i cui genitori si trovano all'estero. Dagli esami fatti in ospedale si scopre che Lupo aveva assunto della droga e Martina viene redarguita dal padre per la bugia che gli ha detto. Sul caso indaga l'ispettore Valeria Maestro.
Marco intanto si è separato da Anna la quale gli fa vedere poco la loro figlia. La relazione tra Pietro e Michela intanto sta continuando e il giovane medico arriva nuovamente allo scontro con il  padre Umberto avvertendolo che ha intenzione di sposare la ragazza.
- Altri interpreti: Bruno Santini (Umberto Verna), Mauro Cardinali (Sandro Gentili), Francesca Romana De Martini (madre di Pietro Verna), Rossana Ferrara (madre di Lupo).
- Ascolti: telespettatori 3 216 000 – share 15,50%[5].

## Verità
- Diretto da: Fabrizio Costa
- Soggetto di: Mauro Casiraghi e Anna Mittone
- Scritto da: Anna Mittone

### Trama
Martina si scambia degli strani messaggi con una persona di cui non conosciamo l'identità. Lupo sostiene di non avere la colpa dell'incidente anche se gli indizi sono tutti contro di lui. L'ispettore Maestro appura però che la precedenza non era stata data dalla babysitter. Gli Alfano in videochiamata salutano la figlia e autorizzano il dottor Colomba a prelevare a casa loro la cartella con tutti gli esami della bambina; Lea viene mandata a prendere la cartella e trova un farmaco, il benzodiazepine, che la babysitter potrebbe aver somministrato a Camilla per drogarla con l'intento di rapirla. Marco intuisce che Martina è in contatto con la madre e avvisa Lea.
In ospedale intanto una madre porta il proprio figlio, Filippo, che lamenta dei crampi allo stomaco: si scopre che ha mangiato delle tagliatelle con i funghi raccolti da suo nonno, il signor Torquato Spalvieri, e perciò il dottore Colomba procede subito con una lavanda gastrica. Mentre Michela accetta con gioia di sposare Pietro, in reparto arriva la new entry Bruno Linda anche se tutti si aspettavano di trovarsi davanti una infermiera donna. Marco intanto si è rivolto al suo avvocato poiché ha scoperto che la sua ex ha un altro e vive con lui nella sua vecchia casa.
- Altri interpreti: Sara D'Amario (Laura Spalvieri), Giampiero Mancini (padre di Filippo), Giancarlo Previati (Torquato Spalvieri), Rossana Ferrara (madre di Lupo), Leone Cardaci (Filippo De Maria).
- Ascolti: telespettatori 2 910 000 – share 16,20%[5].

## Scoperte
- Diretto da: Fabrizio Costa
- Soggetto di: Mauro Casiraghi e Anna Mittone
- Scritto da: Mauro Casiraghi

### Trama
Martina confessa di essere in contatto con la madre aggiungendo di non averla ancora incontrata dal vivo. Lea quindi avverte Arturo, che si trova a Londra per lavoro, e gli manda le foto della donna trovate sul cellulare di Martina: il cantante non sembra riconoscere però Sara, la madre di Martina.
Il dottor Colomba intanto inizia a frequentare l'ispettore Maestro e i due una sera finiscono a letto insieme. Lea, tramite lui, si rivolge all'ispettore per capire chi ci sia dietro ai messaggi inviati a Martina. Il padre di Pietro Verna vuole far saltare le nozze del figlio e cerca invano l'aiuto di Colomba. Martina va a incontrare quella che pensa essere sua madre ma questa non si presenta e Lea trova la ragazzina in un parco.
La piccola Camilla ha ripreso a parlare e la babysitter ha ammesso di essere responsabile dell'incidente negando però di aver somministrato il farmaco alla bambina. Lea, nel fare visita a Sofia, nota che ha una cicatrice da parto cesareo e intuisce che possa aver voluto rapire Camilla per colmare il vuoto del bambino che aveva perso in precedenza. La Maestro scopre che Sofia aveva acquistato dei biglietti per la Sardegna dove sarebbe voluta scappare con Camilla. Intanto i genitori di Camilla, tornati in Italia, si presentano in ospedale. Lea viene a sapere dalla madre di Camilla che la piccola è stata adottata e poi ha la prova che la vera madre della bambina sia Sofia riuscendo a salvarla sul tetto dell'ospedale intenzionata a gettarsi di sotto. Sofia era venuta a sapere da una suora da chi era stata adottata la sua bambina e quindi era riuscita a farsi assumere dagli Alfano per starle vicino; aveva deciso poi di rapire Camilla dopo aver saputo che gli Alfano avevano intenzione di trasferirsi in Argentina. La piccola ha ancora dei problemi per cui non può ancora lasciare l'ospedale.
- Altri interpreti: Bruno Santini (Umberto Verna), Valerio Di Benedetto (Gianni).
- Ascolti: telespettatori 3 251 000 – share 15,80%[6].

## Fiducia
- Diretto da: Fabrizio Costa
- Soggetto di: Mauro Casiraghi e Anna Mittone
- Scritto da: Mauro Casiraghi

### Trama
Marco deve badare a sua figlia ora che la sua ex si trova all'estero. Le indagini sulla donna misteriosa che scrive a Martina proseguono sotto traccia. La madre di Pietro accompagna Michela a comprare il suo vestito da sposa e la cosa fa infuriare il medico. Marco una sera non riesce a fare addormentare la figlia e chiede aiuto a Lea venendo ospitato per una notte; il mattino seguente tra i due c'è uno scambio di sguardi. Arturo intanto si trova sempre a Londra e finisce per passare la notte con Emma, la sua produttrice.
A Camilla Alfano intanto viene riscontrata una emocromatosi ereditaria e i medici non sanno dare una spiegazione. Lea chiama quindi Sofia chiedendole la sua storia clinica e quella del padre della bambina. Da ulteriori approfondimenti viene però esclusa l'emocromatosi e, grazie a un’intuizione del dottor Colomba, si conclude che si tratta della malattia di Wilson, malattia genetica che determina l'accumulo di rame nei tessuti e che, nel caso di Camilla, è andata a colpire il fegato.
- Altri interpreti: Paolo De Giorgio (dottor Gabrielli), Valerio Di Benedetto (Gianni), Romana De Martini (madre di Pietro Verna).
- Ascolti: telespettatori 2 945 000 – share 16,90%[6].

## Scelte
- Diretto da: Fabrizio Costa
- Soggetto di: Mauro Casiraghi e Anna Mittone
- Scritto da: Mauro Casiraghi

### Trama
Le condizioni di Camilla si sono aggravate per cui servirebbe un trapianto di fegato. Lea prova a convincere Serena Alfano a firmare l’autorizzazione e Sofia Mereu, la vera madre di Camilla, si dice disponibile a sottoporsi al trapianto.
Sul fronte privato intanto Umberto Verna dice chiaramente a Michela che potrà anche sposare il figlio aggiungendo che però non sarà mai una di loro facendola passare per una arrampicatrice. Si scopre che a scrivere i messaggi a Martina è stato Jacopo, un suo compagno di scuola che si trova ricoverato in reparto. Arturo, dopo la notte passata con Emma, torna in Italia e fa una sorpresa a Lea. Una sera a cena però, mentre Arturo sta firmando degli autografi, Lea legge un messaggio che Emma gli ha inviato  con allegata una foto di loro due a letto e così si alza dal tavolo e se ne va. Il dottor Colomba invece esce con l’ispettore Maestro la quale viene accoltellata durante una colluttazione con due malviventi in un vicolo.
- Altri interpreti: Paolo De Giorgio (dottor Gabrielli), Bruno Santini (Umberto Verna), Valentina Valsania (madre di Jacopo), Valerio Di Benedetto (Gianni).
- Ascolti: telespettatori 3 053 000 – share 15,70%[7].

## Amore che vieni, amore che vai
- Diretto da: Fabrizio Costa
- Soggetto di: Mauro Casiraghi e Anna Mittone
- Scritto da: Anna Mittone

### Trama
Arturo aspetta che Lea rientri a casa e cerca di spiegarle tutto ma la donna non ne vuole sapere e va a dormire in un’altra stanza. Il giorno dopo va a prenderla dopo lavoro per parlarle ma lei continua a essere fredda con lui. A tenerli uniti è Martina alla quale Lea è ormai troppo affezionata.
Marco è riuscito a fermare l’emorragia di Valeria e a ricucire l’arteria femorale una volta arrivati in ospedale. Il nuovo arrivato Bruno Linda sembra nascondere un grande segreto e la sua collega Olga capisce che sta nascondendo qualcosa. Pietro invece affronta il padre a muso duro dicendogli che si poserà lo stesso e di non permettersi mai più di insultare la donna che ama.
Jacopo, l’amichetto di Martina, viene operato al cuore. In ospedale torna Filippo De Maria, il bambino che era stato male a causa dei funghi raccolti dal nonno Torquato, con riflessi rallentati, estrema stanchezza e allucinazioni: Rosa Gori intuisce che possa essere stata la madre Laura ad avvelenarlo con il diazepam per attirare l’attenzione dell’ex marito con l’intento di farlo tornare da lei. Rosa chiede aiuto a Jacopo, compagno di stanza di Filippo, per incastrare la donna e il ragazzino la filma mentre gli somministra altro diazepam. Laura inizialmente nega ma poi in lacrime conferma la versione di Rosa. Il dottor Colomba spiega al padre di Filippo che la prassi impone di avvisare il giudice minorile e i servizi sociali.
Intanto Sofia risulta idonea a donare il fegato a Camilla mentre i genitori adottivi no. La bambina però ha una crisi respiratoria e perciò Serena si decide ad autorizzare il trapianto.
- Altri interpreti: Sara D’Amario (Laura Spalvieri), Valentina Valsania (madre di Jacopo), Valerio Di Benedetto (Gianni), Giancarlo Previati (Torquato Spalvieri), Leone Cardaci (Filippo De Maria), Giampiero Mancini (padre di Filippo), Bruno Santini (Umberto Verna), Romana De Martini (madre di Pietro Verna).
- Ascolti: telespettatori 2 922 000 – share 17,70%[7].

## Ogni fine è un nuovo inizio
- Diretto da: Fabrizio Costa
- Soggetto di: Mauro Casiraghi e Anna Mittone
- Scritto da: Anna Mittone

### Trama
Arturo, dopo una cena con Lea e i suoi colleghi nel ristorante del fratello di Colomba in vista del matrimonio tra Pietro e Michela, si fa beccare dalla compagna mentre discute con Emma riguardo a un concerto di beneficenza a Milano. Lea va su tutte le furie davanti a Emma e la mattina seguente prende la decisione di lasciare Arturo e insieme raccontano la verità a Martina la quale ci rimane molto male. La ragazzina va a stare un periodo dal padre e nel salutare Lea la chiama mamma.
La figlia del dottor Colomba si sente male a scuola e in ospedale vomita sangue: dopo un po’ si scopre che Gioia ha ingoiato una pila e Marco chiede a Pietro di occuparsene perché è troppo coinvolto. L’operazione va a buon fine per la felicità di Marco e della sua ex. Rosa invece scopre che Bruno non è laureato e insieme alle colleghe lo affronta.
Intanto Camilla si è risvegliata dopo il trapianto e Serena chiede a Sofia di parlare con la bambina per raccontarle la verità; inoltre la signora Alfano dice di voler ritirare la denuncia contro di lei.
- Altri interpreti: Valentina Valsania (madre di Jacopo), Giorgio Fleretti (Andrea Pacifico), Giorgia Piancatelli (Maria), Gianluca Vannucci (fratello di Marco Colomba).
- Ascolti: telespettatori 3 516 000 – share 17,70%[8].

## L'isola dell'amore
- Diretto da: Fabrizio Costa
- Soggetto di: Mauro Casiraghi e Anna Mittone
- Scritto da: Mauro Casiraghi

### Trama
Lea ha trovato una nuova sistemazione in centro grazie a Rosa.
In reparto intanto i colleghi sono alle prese con il delicato caso di Andrea Pacifico, un adolescente fuggito da una casa famiglia che scapperà anche dall’ospedale rubando la moto del dottor Colomba per fare una fuitina con la sua fidanzata Maria, una ragazza di origine rumene che è rimasta incinta di lui. Andrea però non è conscio del fatto che non riuscirà ad andare lontano e, dopo aver trovato riparo con Maria in un rifugio lungo il fiume, va in arresto cardiaco. Grazie al GPS dell’antifurto della moto, il dottor Colomba, dopo aver intuito che Andrea abbia la setticemia, giunge al rifugio seguito da Lea, rientrata subito in servizio perché allertata da Maria. I due riescono a rianimare il ragazzo salvandolo prima che arrivi l’ambulanza. Infine il Andrea si salverà e verrà preso in affido dai genitori di Maria dopo una iniziale diffidenza e tutti insieme partiranno per la Romania.
Bruno Linda intanto viene perdonato dalle colleghe e Rosa gli propone di terminare gli studi per poi iniziare il percorso corretto così da poter entrare nei ranghi. Pietro e Michela si sposano nel casale di Marco e Lea e a sorpresa alla cerimonia si presenta anche la madre dello sposo dopo essersi smarcata dal marito. Alla fine della cerimonia, Marco e Valeria dovrebbero per partire per un piccolo viaggio ma il dottore ha un ripensamento e, dopo aver piantato in asso la poliziotta che va via in lacrime, torna da Lea e le dice di amarla ancora. I due quindi si baciano e tornano insieme. A Natale si ritrovano a cena tranquillamente insieme ad Arturo, Martina, Anna e la piccola Gioia.
- Altri interpreti: Giorgio Fleretti (Andrea Pacifico), Valerio Di Benedetto (Gianni), Giorgia Piancatelli (Maria), Sabrina Crocco (madre di Maria), Maurizio Pepe (padre di Maria), Romana De Martini (madre di Pietro Verna), Karim Ndiaye (Luca Idiong).
- Ascolti: telespettatori 3 317 000 – share 18,90%[8].